# Alliancen (Island)
 For alternative betydninger, se Alliancen. (Se også artikler, som begynder med Alliancen)
Samfylkingin - Jafnaðarmannaflokkur Íslands (officielt dansk navn: Alliancen, men ofte Socialdemokratisk Alliance) er et socialdemokratisk parti i Island. Partiet er et resultat af en sammenslutning af fire partier; Islands Socialdemokratiske Parti (Alþýðuflokkurinn), Kvindelisten (Samtök um kvennalista), det socialistiske Folkealliancen (Alþýðubandalagið) og det venstrepopulistiske Folkebevægelsen (Þjóðvaki). 
Alliancen opstillede en fælles liste til altingsvalget 1999, selv om partiet formelt set ikke blev etableret før i maj 2000. Sammenslutningen var et forsøg på at forene venstrefløjen i islandsk politik for at skabe en modvægt til Selvstændighedspartiets dominerende rolle. 
Efter altingsvalget 2007 dannede Alliancen og Selvstændighedspartiet en fælles regering, som i januar 2009 ophørte på grund af dens rolle i bankkrisen, og uden nyvalg dannede Alliancen og Venstrepartiet - De Grønne derefter en mindretalsregering med Jóhanna Sigurðardóttir fra Alliancen som statsminister. Regeringspartierne fik stort flertal ved altingsvalget i 2009, og Jóhanna Sigurðardóttir kunne fortsætte som regeringsleder frem til valgnederlaget i 2013, hvorefter hun gik af som partiformand, og Árni Páll Árnason tog over. 
Partiets vælgeropbakning faldt i de følgende år til under 10% i en række meningsmålinger og prægedes af interne stridigheder. Det afholdt derfor en ekstraordinær partikongres 3-4 juni 2016 for at vælge ny formand, hvor tidligere finansminister og gruppeformand Oddný G. Harðardóttir blev valgt til formand. Partiet fik et historisk dårlig valg i 2016, hvor det med nød og næppe klarede spærregrænsen med 5.7% af stemmerne og blot fik 3 mandater, hvorefter Oddný afgik som formand, og næstformanden Logi Már Einarsson tog over. Han anlagde en folkelig stil og under valgkampen 2017 sluttede den populære tidligere Reykjavík borgmester og komiker Jon Gnarr sig tiil partiet, og mange prominente kunstnere stillede op på dets lister. Det sikrede en fremgang på 6.4% og fire ekstra mandater. Partiet endte dog ikke opposition, da de tre andre gamle partier Venstrepartiet – De Grønne, Selvstændighedspartiet og Fremskridtspartiet dannede regering under Katrin Jakobsdottirs ledelse. 

## Partiledere
Tekst mangler, hjælp os med at skrive teksten

## Formænd
| Formand | Formand                           | Start | Slut      | Alder ved tiltrædelse |
|         | Margrét Frímannsdóttir (talsmand) | 1999  | 2000      | 44                    |
|         | Össur Skarphéðinsson              | 2000  | 2005      | 47                    |
|         | Ingibjörg Sólrún Gísladóttir      | 2005  | 2009      | 48                    |
|         | Jóhanna Sigurðardóttir            | 2009  | 2013      | 66                    |
|         | Árni Páll Árnason                 | 2013  | 2016      | 46                    |
|         | Oddný G. Harðardóttir             | 2016  | 2016      | 59                    |
|         | Logi Már Einarsson                | 2016  | nuværende | 52                    |

### Næstformænd
| Næstformand | Næstformand                  | Start | Slut      |
|             | Margrét Frímannsdóttir       | 2000  | 2003      |
|             | Ingibjörg Sólrún Gísladóttir | 2003  | 2005      |
|             | Ágúst Ólafur Ágústsson       | 2005  | 2009      |
|             | Dagur B. Eggertsson          | 2009  | 2013      |
|             | Katrín Júlíusdóttir          | 2013  | 2016      |
|             | Logi Már Einarsson           | 2016  | 2016      |
|             | Heiða Björg Hilmisdóttir     | 2017  | Nuværende |

## Altingsmedlemmer
| År   | Stemmer | %    | Mandater |
| ---- | ------- | ---- | -------- |
| 1999 | 44.378  | 26,8 | 17       |
| 2003 | 56.700  | 31,0 | 20       |
| 2007 | 48.742  | 26,8 | 18       |
| 2009 | 55.758  | 29,8 | 20       |
| 2013 | 24.294  | 12,9 | 9        |
| 2016 | 10.893  | 5,7  | 3        |
| 2017 | 23.652  | 12,1 | 7        |

## Ekstern henvisning
- Samfylkingin